# Stora Köpinge socken
Stora Köpinge socken i Skåne ingick i Herrestads härad, med en mindre del före 1880 i Ingelstads härad, ingår sedan 1971 i Ystads kommun och motsvarar från 2016 Stora Köpinge distrikt.
Socknens areal är 30,95 kvadratkilometer varav 30,57 land. År 2000 fanns här 2 142 invånare.  Tätorterna Köpingebro och Nybrostrand samt kyrkbyn Stora Köpinge med  sockenkyrkan Stora Köpinge kyrka ligger i socknen. 

## Administrativ historik
Socknen har medeltida ursprung. Namnet var före 1830  Köpinge socken, på 1700-talet även Västra Köpinge socken. En mindre del, Lilla Köpinge, Svenstorp och del av Fårarp hörde före 1880 till Ingestads härad och Kristianstads län och överfördes då till Herrestads härad och Malmöhus län som resten av socknen.
Vid kommunreformen 1862 övergick socknens ansvar för de kyrkliga frågorna till Stora Köpinge församling och för de borgerliga frågorna bildades Stora Köpinge landskommun. Landskommunen uppgick 1952 i Herrestads landskommun som uppgick 1971 i Ystads kommun. Församlingen utökades 2002.
1 januari 2016 inrättades distriktet Stora Köpinge, med samma omfattning som församlingen hade 1999/2000.  
Socknen har tillhört län, fögderier, tingslag och domsagor enligt vad som beskrivs i artikeln Herrestads härad. De indelta soldaterna tillhörde Södra skånska infanteriregementet, Herresta och Ingelsta kompanier.

## Geografi
Stora Köpinge socken ligger öster om Ystad vid Östersjökusten kring Nybroån. Socknen är en småkuperad odlingsbygd.

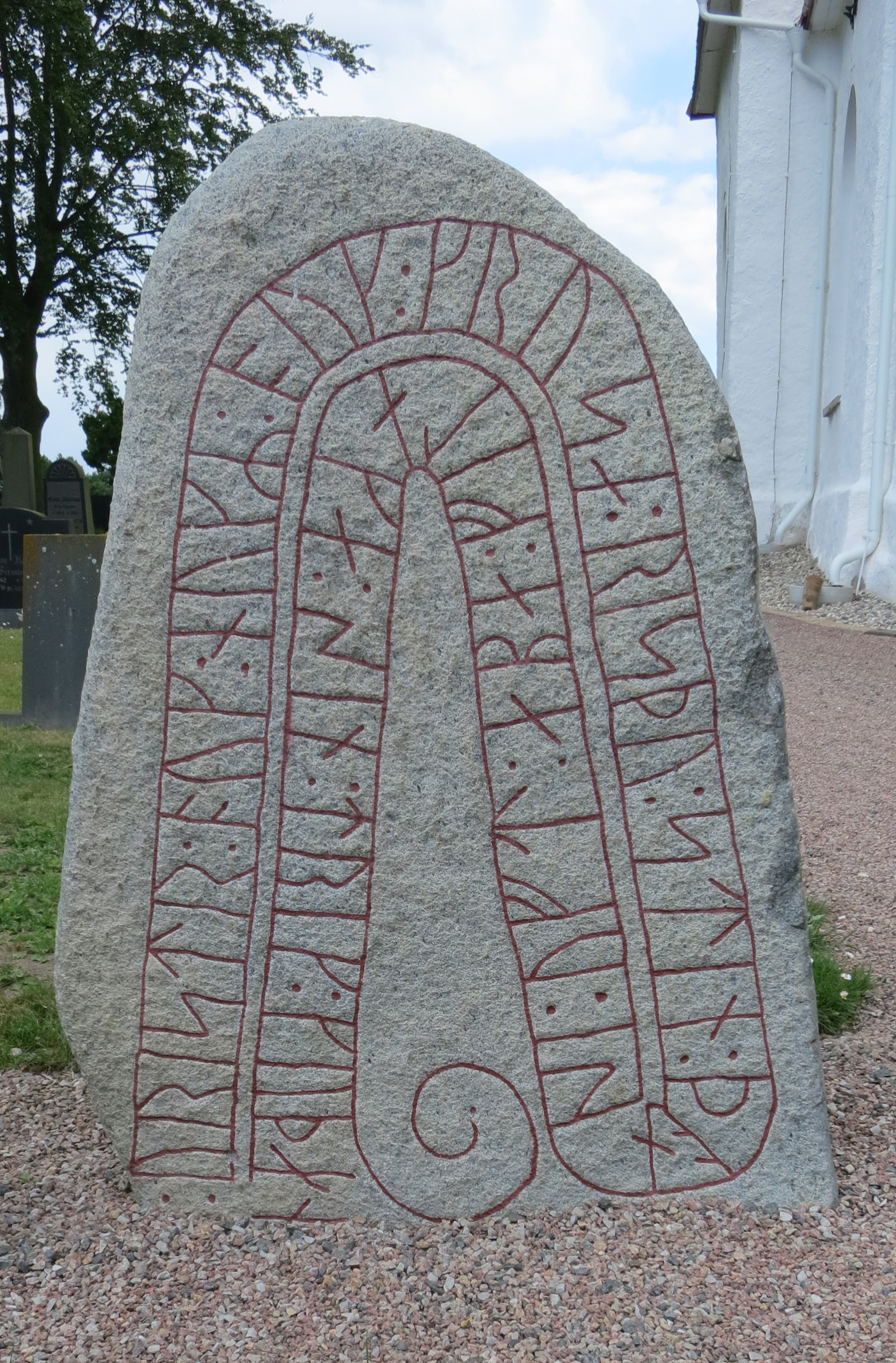
Stora Köpingestenen

## Fornlämningar
Från stenåldern är boplatser och två dösar funna. Från bronsåldern är 35 gravhögar och boplatser funna. Vid kyrkan finns en runsten. 

## Namnet
Namnet skrevs 1201 Köping och kommer från kyrkbyn. Namnet innehåller köping, 'handelsplats'.